# Danny van Poppel
Danny van Poppel (Utrecht, 26 juli 1993) is een Nederlands wielrenner die anno 2025 rijdt voor Red Bull-BORA-hansgrohe. Van Poppel is de zoon van voormalig wielrenner Jean-Paul van Poppel en voormalig wielrenster Leontine van der Lienden. Zijn broer Boy van Poppel en neef Bram Welten zijn eveneens actief in het wielrennen. Danny heeft nog een oudere zus (Kim van Poppel) en een halfbroertje (Mats van Poppel).

## Biografie

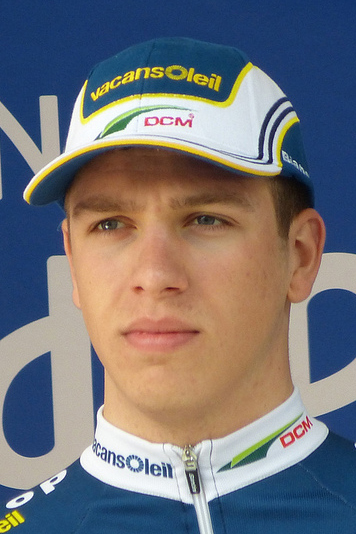
Van Poppel in 2013

Op 20 juni 2013 werd bekend dat hij opgenomen wordt in de selectie voor de Ronde van Frankrijk 2013. In deze honderdste editie was hij met zijn negentien jaar de jongste deelnemer aan de Ronde van Frankrijk sinds de Tweede Wereldoorlog. Tijdens de eerste etappe behaalde hij een derde plaats. Vanwege zijn tweede plek in het jongerenklassement en de leidende positie van Marcel Kittel in het algemene klassement mocht Van Poppel in de tweede etappe de witte trui dragen. Op de tweede rustdag verliet Van Poppel de Tour omdat de ploegleiding dacht dat het vanwege zijn jonge leeftijd onverstandig zou zijn hem de derde week te laten rijden. Eind 2013 ondertekende hij, net als zijn broer Boy, een contract bij Trek Factory Racing (voorheen RadioShack Leopard), nadat Vacansoleil ermee ophield.
In 2015 boekte Van Poppel zijn grootste overwinning tot dan toe door in de twaalfde etappe van de Ronde van Spanje de massasprint te winnen. Daardoor verdiende hij een contract bij Team Sky.
In 2018 stond hij onder contract bij Team LottoNL-Jumbo. Zijn debuut maakte hij in de Ronde van Valencia, waar hij de eerste etappe won. Vanaf 2020 reed Van Poppel bij Circus-Wanty-Gobert. Voor deze ploeg won hij de Gooikse Pijl.

## Persoonlijk
Van Poppel woont in Monaco en heeft een relatie met autocoureur en F1-pitreporter Stéphane Kox.

## Palmares

### Veldrijden
| Seizoen      | Wereldbeker  | Superprestige | Trofee               | WK           | EK           | NK           | Overige | Totaal aantal zeges |
| Nieuwelingen | Nieuwelingen | Nieuwelingen  | Nieuwelingen         | Nieuwelingen | Nieuwelingen | Nieuwelingen | Nieuwelingen | Nieuwelingen        |
| ------------ | ------------ | ------------- | -------------------- | ------------ | ------------ | ------------ | --- | ------------------- |
| 2007-2008    |              |               |                      | NVT          | NVT          | ↑            | Dordrecht, Lieshout, Amersfoort, Boxtel | 4                   |
| 2008-2009    |              |               |                      | NVT          | NVT          | ↑            | Harderwijk, Nieuwkuijk, Woerden, Dordrecht, Veghel, Ossendrecht, Lieshout, Moergestel, Essen, Boxtel, Reusel, Diegem, Loenhout, St-Michiels Gestel, Heerlen | 16                  |
| Junioren     |              |               |                      |              |              |              | |                     |
| 2009-2010    |              |               |                      | 24e          | 10e          | 5e           | Moergestel | 1                   |
| 2010-2011    |              | Diegem        | Oudenaarde, Loenhout |              | 13e          | ↑            | Woerden, Moergestel | 6                   |

### Wegwielrennen

#### Overwinningen
2010
1e etappe Vredeskoers, Junioren
4e etappe Driedaagse van Axel, Junioren
Eindklassement Driedaagse van Axel, Junioren
2e etappe Luik-La Gleize, Junioren
2011
5e etappe Vredeskoers, Junioren
4e etappe Driedaagse van Axel, Junioren
2012
Proloog (ploegentijdrit), 1e en 4e etappe Ronde van Thüringen, Beloften
1e etappe Ronde van León
2014
2e etappe Driedaagse van West-Vlaanderen
Proloog Ronde van Luxemburg
2015
2e etappe Driedaagse van West-Vlaanderen
2e en 5e etappe Ronde van Wallonië
Puntenklassement Ronde van Wallonië
12e etappe Ronde van Spanje
2016
Rushesklassement Driedaagse van De Panne-Koksijde
2e etappe Ronde van Yorkshire
1e en 3e etappe Ronde van Burgos
Puntenklassement Ronde van Burgos
2e etappe Arctic Race of Norway
2017
Proloog Herald Sun Tour
Eindklassement Hammer Sportzone Limburg Met Team Sky
5e etappe Ronde van Polen
2018
1e etappe Ronde van Valencia
Halle-Ingooigem
Binche-Chimay-Binche
2020
Gooikse Pijl
2021
Egmont Cycling Race
Binche-Chimay-Binche
2023
Ronde van Keulen
6e etappe Ronde van Groot-Brittannië
2025
1e en 2e etappe Ronde van Hongarije
Puntenklassement Ronde van Hongarije
 Nederlands kampioen op de weg, elite

#### Resultaten in voornaamste wedstrijden
| Jaar | Ronde van Italië | Ronde van Frankrijk | Ronde van Spanje |
| ---- | ---------------- | ------------------- | ---------------- |
| 2013 |                  | opgave              |                  |
| 2014 |                  | opgave              |                  |
| 2015 |                  |                     | 141e (1)         |
| 2016 |                  |                     |                  |
| 2017 |                  |                     |                  |
| 2018 | 121e             |                     | 132e             |
| 2019 |                  |                     |                  |
| 2020 |                  |                     |                  |
| 2021 |                  | 120e                |                  |
| 2022 |                  | 109e                | 121e             |
| 2023 |                  | 116e                |                  |
| 2024 | opgave           | 120e                |                  |
| 2025 |                  | opgave              |                  |

| Jaar | Milaan-San Remo | Gent-Wevelgem | Ronde van Vlaanderen | Parijs-Roubaix | Amstel Gold Race | Luik-Bast.‑Luik | Scheldeprijs | Parijs-Tours | Cyclassics Hamburg |  | WK op de weg |  | Wereldranglijsten     |
| ---- | --------------- | ------------- | -------------------- | -------------- | ---------------- | --------------- | ------------ | ------------ | ------------------ |  | ------------ |  | --------------------- |
| 2013 |                 |               |                      |                |                  |                 | 116e         |              |                    |  |              |  | 165e (UWT)            |
| 2014 |                 | 93e           |                      |                |                  |                 | ↑            |              | 121e               |  |              |  |                       |
| 2015 |                 | opgave        |                      | 45e            |                  |                 | 5e           | 88e          |                    |  |              |  | 107e (UWT) 64e (UWR)  |
| 2016 |                 | 71e           |                      | 61e            | opgave           |                 | 6e           |              | 4e                 |  | opgave       |  | 89e (UWT) 126e (UWR)  |
| 2017 | 175e            | opgave        |                      |                | opgave           |                 | opgave       |              | 42e                |  | opgave       |  | 153e (UWT) 442e (UWR) |
| 2018 | 55e             | 42e           |                      |                | opgave           | opgave          |              |              | 92e                |  |              |  | 131e (UWT) 83e (UWR)  |
| 2019 | 95e             | 5e            | opgave               | opgave         |                  |                 |              |              |                    |  |              |  | 180e (UWR)            |
| 2020 | 132e            | opgave        | 108e                 |                |                  |                 | 83e          |              |                    |  |              |  | 98e (UWR)             |
| 2021 |                 | 23e           | 16e                  |                |                  |                 | 4e           | 5e           |                    |  | opgave       |  | 30e (UWR)             |
| 2022 | 141e            | opgave        | 16e                  |                |                  |                 | ↑            |              |                    |  |              |  | 76e (UWR)             |
| 2023 | 111e            | 9e            | opgave               |                |                  |                 |              | 141e         | ↑                  |  |              |  | 80e (UWR)             |
| 2024 | 101e            | 46e           |                      |                |                  |                 | 25e          |              |                    |  |              |  |                       |
| 2025 | 141e            | opgave        | 88e                  | opgave         |                  |                 | 5e           |              |                    |  |              |  |                       |

#### Resultaten in kleinere rondes
| Jaar | Tour Down Under | Abu Dhabi Tour/UAE Tour | Parijs-Nice  | Tirreno-Adriatico | Ronde van Romandië | Critérium du Dauphiné | Ronde van Zwitserland | Ronde van Polen | Eneco/BinckBank Tour | Ronde van Peking/Guangxi |
| ---- | --------------- | ----------------------- | ------------ | ----------------- | ------------------ | --------------------- | --------------------- | --------------- | -------------------- | ------------------------ |
| 2013 |                 |                         |              |                   |                    |                       |                       |                 | 50e                  |                          |
| 2014 | 77e             |                         |              |                   | 107e               |                       | opgave                |                 | 69e                  | 106e                     |
| 2015 |                 |                         |              |                   |                    |                       |                       |                 | opgave               |                          |
| 2016 |                 |                         |              |                   |                    |                       | opgave                |                 | 26e                  |                          |
| 2017 | 119e            |                         |              |                   |                    |                       | opgave                | opgave (1)      | 59e                  | 79e                      |
| 2018 |                 | 98e                     |              | 104e              |                    |                       |                       |                 |                      |                          |
| 2019 | 68e             |                         |              |                   |                    |                       | opgave                | opgave          |                      |                          |
| 2020 |                 |                         | niet gestart |                   |                    |                       |                       |                 | 30e                  |                          |
| 2021 |                 |                         | 96e          |                   |                    |                       |                       |                 | 24e                  |                          |
| 2022 | 84e             | opgave                  |              |                   |                    |                       |                       |                 |                      |                          |
| 2023 |                 | 79e                     | opgave       |                   |                    | 80e                   |                       |                 |                      |                          |
| 2024 | 101e            | 84e                     | 100e         |                   |                    |                       |                       |                 |                      |                          |
| 2025 | 84e             | 61e                     | opgave       |                   |                    |                       |                       |                 |                      |                          |

(*) tussen haakjes aantal individuele etappe-overwinningen

## Ploegen
- 2012 –  Rabobank Continental Team
- 2013 –  Vacansoleil-DCM Pro Cycling Team
- 2014 –  Trek Factory Racing
- 2015 –  Trek Factory Racing
- 2016 –  Team Sky
- 2017 –  Team Sky
- 2018 –  Team LottoNL-Jumbo
- 2019 –  Team Jumbo-Visma
- 2020 –  Circus-Wanty-Gobert
- 2021 –  Intermarché-Wanty-Gobert Matériaux
- 2022 –  BORA-hansgrohe
- 2023 –  BORA-hansgrohe
- 2024 (tot juni) –  BORA-hansgrohe
- 2024 (vanaf juni) –  Red Bull-BORA-hansgrohe
- 2025 –  Red Bull-BORA-hansgrohe

Wielerploegen van Danny van Poppel
van Baarle ·
Boskamp ·
Bovenhuis ·
Goos ·
Hofland ·
Huizenga ·
Kreder (tot 31/07) · 
van der Lijke ·
van Poppel ·
Megens ·
Minnaard ·
Olivier ·
Riesebeek ·
Slik ·
Tusveld ·
Zabel ·
Zepuntke
Boeckmans ·
Bole ·
De Gendt ·  
Feillu · 
Flecha · 
Hoogerland ·
van Hummel ·
Keizer ·
Kreder ·
Lagoetin ·
Lammertink · 
Leukemans ·
Ligthart ·
Lindeman ·
Marcato ·
Marczyński ·
Markus ·
Mol · 
Novikov ·
Poels ·
B. van Poppel · 
D. van Poppel · 
Ruijgh ·
Rujano (tot 30/06) ·
Selvaggi · 
Valls · 
Veuchelen · 
Wauters ·
Westra
Alafaci · Arredondo · Beppu · Busche · Cancellara · Devolder · Didier · Felline · Hondo · Irizar · Jungels · Kišerlovski · Nizzolo · Popovytsj · B. van Poppel · D. van Poppel · Rast · Roulston · A. Schleck · F. Schleck · Sergent · Silvestre · Stuyven · Vandewalle · Voigt · Watson · Zoidl · Zubeldia · Chevrier (stagiair) · Eastman (stagiair) · Kirsch (stagiair)
Alafaci · Arredondo · Beppu · Busche · Cancellara · Coledan · Devolder · Didier · Felline · Irizar · Jungels · McConnell · Mollema · Nizzolo · Popovytsj · B.van Poppel · D.van Poppel · Rast · Roulston · Schleck · Sergent · Silvestre · Steegmans · Stuyven · Vandewalle · Watson · Zoidl · Zubeldia · Basso (stagiair) · Bernard (stagiair) · Rekita (stagiair)
Boswell · Deignan · Fenn · Froome · Gołaś · Seb.Henao · Ser.Henao · Intxausti · Kennaugh · Kiryjenka   · Knees · König · Kwiatkowski · Landa · López · Moscon · Nieve · Nordhaug · Peters · Poels · van Poppel · Puccio · Roche · Rowe · Stannard · Swift · Thomas · Viviani · Zandio · Doull (stagiair)
Boswell · Deignan · Dibben · Doull · Elissonde · Froome · Geoghegan Hart · Gołaś · Seb. Henao · Ser. Henao · Intxausti · Kennaugh · Kiryjenka · Knees · Kwiatkowski · Landa · López · Moscon · Nieve · Poels · van Poppel · Puccio · Rosa · Rowe · Stannard · Thomas · Viviani · Wiśniowski
Battaglin · Bennett · Boom · Bouwman · Clement · De Tier · Eenkhoorn · van Emden · Gesink · Groenewegen · Jansen · Kruijswijk · Kuss · Leezer · Lindeman · Martens · Olivier · van Poppel · Powless · Roglič · Roosen · Tankink · Tolhoek · Van Hoecke · Wagner · Wynants
Bakelants · Bellicaud · De Gendt · De Plus · De Winter · Delacroix · Devriendt · Eiking · Evans · Hermans · Hirt · van der Hoorn · van Kessel · Koch · Kreder · Lammertink · Meintjes · Minali · Pasqualon · Petilli · Planckaert · B. van Poppel · D. van Poppel · Rota · Taaramäe · Van Melsen · Vanspeybrouck · Vliegen · Zimmermann · Girmay (stagiair) · Daemen (stagiair) · De Pooter (stagiair) · Jarnet (stagiair)
Aleotti · Archbold · Benedetti · Bennett · Buchmann · Fabbro · Gamper · Großschartner · Haller · Higuita · Hindley · Kämna · Kelderman · Koch · Konrad · Laas · Lührs · Meeus · Mullen · Palzer · Politt · Pöstlberger · Schachmann · Schelling · Uijtdebroeks · van Poppel · Vlasov · Walls · Wandahl · Zwiehoff · Lipowitz (stagiair)
Aleotti · Archbold · Benedetti · Bennett · Buchmann · Denz · Fabbro · Gamper · Haller · Higuita · Hindley · Jungels · Kämna · Koch · Konrad · Koretzky · Lipowitz · Lührs · Meeus · Mullen · Palzer · Politt · Schachmann · Schelling · Uijtdebroeks · van Poppel · Vlasov · Walls · Wandahl · Zwiehoff
Adrià · Aleotti · Benedetti (tot 18/8) · Buchmann · Denz · Gamper · Hajek · Haller · Herzog · Higuita · Hindley · Jungels · Kämna · Koch · Lipowitz · Lührs · Maciejuk · Martínez · Meeus · Mullen · Palzer · Roglič · Schachmann · Sobrero · van Poppel · Vlasov · Wandahl · Welsford · Zwiehoff